# Probethylus
Genre
Probethylus est un genre d'hyménoptères de la famille des Sclerogibbidae. Il comprend les espèces suivantes :
- Probethylus callani (Richards, 1939)
- Probethylus schwarzi (Ashmead, 1902)
- Probethylus mexicanus (Richards, 1939)
- Probethylus brandaoi (Penteado-Dias et van Achterberg, 2002)